# V/H/S: Viral
V/H/S: Viral è un film del 2014 diretto da Nacho Vigalondo, Marcel Sarmiento, Gregg Bishop, Justin Benson e Aaron Moorhead. È un film horror prodotto negli Stati Uniti, seguito di V/H/S/2, unione di vari cortometraggi girati in stile found-footage. Il film, come il precedente, era pensato per avere una trama cornice, che però non collega tutti i cortometraggi. Erano previste in origine quattro storie e una storia cornice che le includesse, ma il corto di Todd Lincoln Gorgeous Vortex è stato tagliato all'ultimo momento dalla pellicola per ridurre di 17 minuti la durata totale. Il film è stato distribuito come video on demand il 23 ottobre 2014 per poi essere distribuito in poche sale il 21 novembre.

## Trama
(-Kevin)

### Vicious Circles(trama base)
Kevin e Iris sono una coppia di giovani innamorati. Il ragazzo ama registrare la propria fidanzata con la videocamera, ma lei non capisce il suo divertimento mentre lo fa. In alcune registrazioni, la ragazza guarda un fiume dicendo che è meraviglioso. In un'altra, Kevin ha un litigio con uno dei genitori e ritorna nella sua camera con il naso che gocciola sangue. 
Una sera, i due guardano il telegiornale che invita tutti i cittadini a non uscire di casa perché la polizia sta inseguendo un camion di gelati. Per pura coincidenza, l'inseguimento avviene proprio nella zona dove si trova la coppia. Kevin esce fuori per strada, sperando di poter registrare l'inseguimento con il cellulare. Iris, rimasta dentro casa, incomincia a specchiarsi alla telecamera, cambiando improvvisamente espressione del viso, diventando fredda e distaccata. La ragazza esce all'esterno e viene catturata da colui che si trova nel furgoncino. Kevin, per salvare Iris, si unisce all'inseguimento. 
Gli abitanti della città sembrano impazziti, poiché tutti scendono in strada cercando di registrare qualcosa e aumentando così il numero totale dei morti. 
Una bambina prende una telecamera e inizia a registrare il litigio che avviene in casa sua, terminante con l'uccisione di tutti i membri della sua famiglia da parte di suo zio. L'uomo invita la ragazzina a cancellare la registrazione, ma egli stesso causa un incendio che lo ucciderà assieme alla bambina. 
Il telegiornale afferma che ci sono incendi per tutta la città. Kevin cerca di raggiungere Iris, ma scopre che c'è qualcosa che non va nelle persone: tutti sono fissati con il registrare e, stranamente, ha un'epistassi (esattamente come Ayesha di V/H/S/2). 
Un uomo registra una donna che si spoglia in un taxi, ma improvvisamente lei si ribella estraendo una pistola e obbligandolo a spogliarsi: intendeva vendicarsi per aver caricato su internet un video in cui si spogliava, ricevuto dal suo ex-ragazzo. Inizia una lite tra i due, che terminerà con un incidente stradale e con la morte dei due e del tassista.
Kevin riuscirà a raggiungere il camion di gelati, posizionato sul fiume lodato in passato da Iris. Entrandoci dentro, il ragazzo scoprirà, attraverso delle TV che registrano un messaggio della sua fidanzata, che quest'ultima è coinvolta in tutto quello che sta succedendo e che ha registrato il tutto per poterlo caricare su internet, raggiungendo il suo scopo: farlo diventare “quello che dovrebbe essere una specie di virus” virale. Caricato il video sul web, Kevin uscirà dal furgoncino scoprendo il corpo senza vita della ragazza. Specchiandosi con la videocamera, vede che perde sangue dal naso, perché in qualche modo anche lui si è infettato.

### Dante the Great
- Diretto da Gregg Bishop

Una donna, che dice di chiamarsi Scarlet Key, si reca alla stazione di polizia dove viene interrogata dal Detective Gregory Hugues. La donna dice di essere l'assistente personale di Dante the Great e di avere informazioni molto importanti che lo riguardano. 
Le scene successive mostrano dei poliziotti entrare in una struttura, Scarlet raccontare di certe videocassette che Dante nasconde in una cassaforte nel suo ufficio, e molte persone che hanno conosciuto personalmente Dante vengono intervistate. Viene poi raccontata la storia di quest'ultimo: all'inizio era un semplice uomo che non riusciva ad arrivare a fine mese, cercando in tutti i modi di creare illusioni senza tuttavia riuscirci. Un giorno trovò un misterioso mantello, che si raccontava fosse passato anche per le mani del famoso escapologo Houdini, cosa che lo lasciò particolarmente sconvolto. Il mantello gli permetteva di teletrasportare cose, persone e animali da un posto all'altro, ma anche di scagliare palle di fuoco, far levitare le persone oppure aprire in due il corpo di chiunque. 
Così Dante diventò famosissimo con i suoi numeri di magia che sembravano inspiegabili e privi di qualsiasi logica. Ma il mantello necessitava di essere “soddisfatto” per il suo lavoro. Se Dante non lo avesse nutrito abbastanza, l'oggetto avrebbe smesso di essere magico, diventando un normale mantello. Deciso a voler mantenere la sua posizione di prestigio, Dante incominciò a uccidere alcune delle sue assistenti, registrando il tutto con la videocamera. Per oscure ragioni conservava le registrazioni nella sua cassaforte, forse per ricordare a sé stesso i suoi delitti. 
Successivamente entrò in gioco Scarley Key, una donna che, divenuta l'assistente di Dante per imparare a usare la magia, rimarrà all'oscuro dei segreti del mago. Inoltre, il mago si innamora della sua assistente, uccidendo perfino Clay, il fidanzato che la picchiava. 
Spiegate le ragioni per cui Scarlet si sia recata dalla polizia, il gruppo di poliziotti arresta Dante, che si libererà usando la magia. Il Detective Gregory Hugues è alquanto scettico per quanto riguarda l'uso della magia, ma dovrà ricredersi quando Scarlet scomparirà davanti ai suoi occhi. 
Dante affronta la sua assistente, e cerca in tutti i modi di portarla dalla sua parte, senza riuscirci. Arrivano le forze speciali che attaccano il mago, morendo per mano sua. Scarlet, convinta delle proprie azioni, capisce che il punto debole del mago è proprio il mantello, visto che dà il potere a chiunque lo indossi o lo tocchi. I due si affrontano e la donna ne esce vincitrice. 
Un'ultima intervista a coloro che conoscevano Dante conferma che nessuno sa dove sia o se sia ancora in vita. Scarlet decide di bruciare il mantello, ma scopre, con sconforto, che esso è indistruttibile. Dal mantello fuoriescono dalle mani che cingono Scarlet, trascinandola verso di loro.

### Parallel Monsters
- Diretto da Nacho Vigalondo

Alfonso è un uomo che lavora giorno e notte alla sua creazione: un portale in grado di permettere il passaggio a dimensioni alternative. Anche se è soltanto una sua fantasia, l'uomo lavora incessantemente al suo progetto, arrivando perfino a trascurare sua moglie Marta. Una notte, dopo che Marta è andata a letto, Alfonso prova per la sua prima volta la sua invenzione, che sembra realmente funzionare, aprendo un passaggio per un'altra dimensione. Nella dimensione parallela c'è un altro Alfonso, apparentemente identico al primo, e anche lui ha creato un identico portale. I due, fieri dei rispettivi progetti, decidono di scambiarsi di universo per quindici minuti, al fine di esplorare le rispettive dimensioni, a loro sconosciute. 
Avvenuto lo scambio, Alfonso prende la sua telecamera e incomincia a registrare ogni cosa di quella dimensione che è apparentemente simile alla sua, ma che non lo è affatto. Trova delle cornici contenenti foto a tema satanico ed incontra una Marta decisamente più vivace e frivola di quella che aveva sposato. La donna lo invita a unirsi a lei e agli ospiti, facendogli conoscere i due Oriol. 
Marta porta i tre in salotto: alla televisione stanno trasmettendo immagini sataniche e uno strano cerchio con un sacchetto di sangue in mezzo. Marta dice ai suoi ospiti che a sua marito piace “iniziare” ma l'uomo, non sapendo cosa fare, rovinerà tutto facendo andare via i due ospiti. 
Marta si sfoga col marito, dicendogli che è da mesi che non la si interessa a lei. Uno strano rumore porterà Alfonso ad uscire di casa, dove osserverà sconvolto un dirigibile con una croce capovolta come insegna. Verrà poi avvicinato dai due Oriol, ai quali si illumineranno gli occhi e la bocca. I due cercheranno di attaccarlo con i loro peni, mostruose appendici dentate, ma Alfonso si difenderà ferendoli con il suo cacciavite e correrà a casa.
L'uomo incontra Marta, che si spoglia dei suoi indumenti mostrando una mostruosa vagina dentata. Non sapendo cosa fare, Alfonso le darà un pugno e ritornerà nella sua dimensione, dove scoprirà che l'altro sé è ricoperto del sangue di Marta. L'Alfonso della dimensione parallela ferirà quello della nostra, ritornando nel suo universo. Sfortunatamente per lui, una volta passato, incontra Marta, furibonda per il colpo ricevuto. La donna lo ucciderà, facendo appello al suo "diritto alla violenza domestica", facendo chiudere per sempre la porta che collegava le dimensioni. 
Alfonso, ferito, incontra la sua Marta completamente ricoperta di sangue che lo ucciderà credendolo l'Alfonso dell'altra dimensione. Si lascia intendere che la dimensione parallela sia un opposto demoniaco della nostra: se l'umanità della nostra dimensione è fatta  "a immagine e somiglianza di Dio", quella del mondo parallelo scoperto da Alfonso è probabilmente creata "a immagine e somiglianza del demonio" . Nel mondo parallelo, difatti, gli umani sono ibridi mostruosi, non esiste il matrimonio (l'Alfonso "parallelo" ride vedendo la foto delle nozze del suo corrispettivo, affermando che sono persone "davvero strane"), vi è una totale libertà sessuale ed esaltazione della violenza (nel sesso come in tv) e il satanismo, probabilmente, è la religione ufficiale (il dirigibile reca come simbolo un crocifisso capovolto e trasmette tramite altoparlanti strane preghiere).

### Bonestorm
- Diretto da Justin Benson e Aaron Moorhead

Un gruppo di ragazzi stanno girando un video dove fanno delle acrobazie con gli skatebord, ma c'è sempre qualcosa che li interrompe. Decidono allora di recarsi in un paese del Messico dove regna la pace assoluta. 
Arrivati lì incominciano a girare il video, ma uno di loro si ferisce cadendo, facendo così cadere del sangue su un simbolo satanista disegnato sul terreno. Il sangue, a contatto col simbolo, sembra quasi evaporare. Appare una strana donna, che sussurrando qualcosa stacca il braccio al ragazzo che si era ferito. Successivamente appaiono degli uomini incappucciati e truccati che aggrediscono il gruppo. I ragazzi non si lasciano intimidire e, armati di pistole e skatebord, uccidono uno dopo l'altro i misteriosi assalitori. 
Tuttavia, proprio mentre pensano di essere usciti vincitori dallo scontro, si devono immediatamente ricredere poiché gli uomini incappucciati si rialzeranno come se nulla fosse successo. I ragazzi, comprendendo che non esista alcuna possibilità di vittoria, riusciranno a scappare, ma ciò che non immaginano è di aver risvegliato una creatura mostruosa.

## Critica
Il film ha ricevuto recensioni prevalentemente negative dalla critica. Su Rotten Tomatoes riceve un indice di gradimento del 33% dicendo: "V/H/S/: Viral non fa certo scalpore, in quanto passa in rassegna le vignette meno spaventose del franchise." mentre su Imdb ottiene un voto di 4,2/10.